# Conexión Samanta
Conexión Samanta va ser un programa de televisió espanyol de la productora BocaBoca i emès en la cadena espanyola Cuatro. La seva presentadora, la periodista Samanta Villar, després de dues temporades al capdavant del reeixit 21 días, es va embarcar en aquest nou format en el qual conviu amb personatges durant quatre o cinc dies abans d'una cita important. Va ser estrenat el divendres 26 de novembre de 2010, a les 00.00 hores, amb gran èxit d'audiència, i va finalitzar el 5 de febrer de 2016.

## Història
En les seves dos primers lliuraments el títol de programa va ser '3 sesenta', però per a evitar possibles problemes amb una marca similar que ja estava registrada, la cadena i la productora van decidir canviar el nom per Conexión Samanta. En les primeres temporades els reportatges es van centrar en personatges coneguts, però a partir de la tercera temporada es va donar cabuda a persones anònimes que també tenien històries que contar.
Després de diverses setmanes sense emetre's, el programa va reprendre la seva quarta temporada amb una setmana especial en la que es van programar dos reportatges els dies 9 i 11 de maig de 2012. En el primer, Samanta Villar es va traslladar a Llorca per a commemorar el primer aniversari del terratrèmol que va commocionar a la ciutat murciana. En el segon, Conexión Samanta va viatjar als circuits de Qatar i Jerez per a conèixer de primera mà les sensacions dels pilots en l'arrencada del Campionat del Món de Motociclisme de 2012, els drets del qual són propietat de Mediaset España. Aquest programa va durar mitja hora més de l'habitual, arribant a aconseguir els 80 minuts.
El programa acumula quatre temporades amb grans dades d'audiència, superiors a la mitjana de la cadena, al llarg de les quals ha ocupat principalment tant el late night dels divendres com dels dilluns, alternant-se en la programació amb el programa 21 días, l'emissió dels quals és mensual. En els últims programes de la quarta temporada la seva audiència es va veure reduïda amb els canvis de dia, a causa de diversos especials que es van emetre en dimecres i divendres. Així i tot, va tancar el mes de maig de 2012 amb una quota del 7% de quota d'audiència.

## Episodis i audiències
| Temporada | Temporada | Episodis | Estrena    | Final      | Audiència mitjana | Audiència mitjana | Audiència mitjana |
| Temporada | Temporada | Episodis | Estrena    | Final      | Espectadors       | Quota             |                   |
| --------- | --------- | -------- | ---------- | ---------- | ----------------- | ----------------- | ----------------- |
|           | 1         | 13       | 26/09/2010 | 21/03/2011 | 926 000           | 8,4%              |                   |
|           | 2         | 7        | 03/06/2011 | 29/07/2011 | 701 000           | 8,1%              |                   |
|           | 3         | 7        | 16/09/2011 | 28/10/2011 | 846 000           | 9,1%              |                   |
|           | 4         | 14       | 23/01/2012 | 12/06/2012 | 682 000           | 8,3%              |                   |
|           | 5         | 16       | 27/09/2012 | 25/04/2013 | 653 000           | 8,4%              |                   |
|           | 6         | 13       | 10/12/2013 | 04/04/2014 | 629 000           | 7,3%              |                   |
|           | 7         | 4        | 30/01/2015 | 20/02/2015 | 1 261 000         | 6,7%              |                   |
|           | 8         | 4        | 16/01/2016 | 05/02/2016 | 923 000           | 5,6%              |                   |
| Total     | Total     | 78       | 26/09/2010 | 05/02/2016 | 828 000           | 7,7%              |                   |

## Temporades

### Temporada 1
| No. Sèrie | No. Temp. | Títol original       | Data d'emissió         | Espectadors | Quota d'audiència |
| --------- | --------- | -------------------- | ---------------------- | ----------- | ----------------- |
| 1         | 1         | «Fran Rivera»        | 26 de novembre de 2010 | 1 141 000   | 7,6%              |
| 2         | 2         | «Paris Hilton»       | 26 de novembre de 2010 | 854 000     | 8,0%              |
| 3         | 3         | «La Roja»            | 3 de desembre de 2010  | 1 294 000   | 8,4%              |
| 4         | 4         | «El otro Banderas»   | 10 de desembre de 2010 | 1 253 000   | 8,1%              |
| 5         | 5         | «Farruquito»         | 14 de gener de 2011    | 841 000     | 7,4%              |
| 6         | 6         | «Pingüinos moteros»  | 21 de gener de 2011    | 822 000     | 7,1%              |
| 7         | 7         | «Exorcismo»          | 28 de gener de 2011    | 832 000     |                   |
| 8         | 8         | «Ciudad Juárez»      | 11 de febrer de 2011   | 953 000     | 8,3%              |
| 9         | 9         | «Miguel Bosé»        | 21 de febrer de 2011   | 548 000     | 8,6%              |
| 10        | 10        | «Año nuevo chino»    | 28 de febrer de 2011   | 461 000     | 6,9%              |
| 11        | 11        | «Orgullo transexual» | 7 de març de 2011      | 680 000     | 9,9%              |
| 12        | 12        | «Santiago Segura»    | 14 de març de 2011     | 1 244 000   | 10,6%             |
| 13        | 13        | «Mundo erótico»      | 21 de març de 2011     | 1 119 000   | 9,6%              |

### Temporada 2
| No. Sèrie | No. Temp. | Títol original                   | Data d'emissió       | Espectadors | Quota d'audiència |
| --------- | --------- | -------------------------------- | -------------------- | ----------- | ----------------- |
| 14        | 1         | «Católicos gais»                 | 3 de juny de 2011    | 561 000     | 6,2%              |
| 15        | 2         | «Gente burbuja»                  | 10 de juny de 2011   | 860 000     | 9,2%              |
| 16        | 3         | «Maradona en Dubái»              | 17 de juny de 2011   | 923 000     | 10,2%             |
| 17        | 4         | «Las 500 millas de Indianápolis» | 1 de juliol de 2011  | 569 000     | 6,5%              |
| 18        | 5         | «Fenómeno fan»                   | 8 de juliol de 2011  | 580 000     | 6,6%              |
| 19        | 6         | «Vacaciones en el mar»           | 15 de juliol de 2011 | 883 000     | 10,4%             |
| 20        | 7         | «Vida de DJ»                     | 29 de juliol de 2011 | 533 000     | 7,4%              |

### Temporada 3
| No. Serie | No. Temp. | Títol original         | Data d'emissió         | Espectadors | Quota d'audiència |
| --------- | --------- | ---------------------- | ---------------------- | ----------- | ----------------- |
| 21        | 1         | «Pequeñas princesas»   | 16 de setembre de 2011 | 928 000     | 9,8%              |
| 22        | 2         | «Pandilleros»          | 23 de setembre de 2011 | 827 000     | 9,0%              |
| 23        | 3         | «Sexo de alquiler»     | 30 de setembre de 2011 | 1 034 000   | 11,0%             |
| 24        | 4         | «Boda gitana»          | 7 d'octubre de 2011    | 1 039 000   | 11,4%             |
| 25        | 5         | «Forzudos»             | 14 d'octubre de 2011   | 730 000     | 8,1%              |
| 26        | 6         | «Bollywood»            | 21 d'octubre de 2011   | 544 000     | 6,0%              |
| 27        | 7         | «Menores transexuales» | 28 de juliol de 2011   | 820 000     | 8,7%              |

### Temporada 4
| No. Serie | No. Temp. | Títol original                         | Data d'emissió       | Espectadors | Quota d'audiència |
| --------- | --------- | -------------------------------------- | -------------------- | ----------- | ----------------- |
| 28        | 1         | «Urgencias»                            | 23 de gener de 2012  | 607 000     | 9,2%              |
| 29        | 2         | «Policías con honores»                 | 30 de gener de 2012  | 815 000     | 11,0%             |
| 30        | 3         | «Adiós a Las Barranquillas»            | 6 de febrer de 2012  | 724 000     | 9,5%              |
| 31        | 4         | «Pequeñas estrellas»                   | 13 de febrer de 2012 | 721 000     | 8,7%              |
| 32        | 5         | «Lujo canino»                          | 27 de febrer de 2012 | 840 000     | 9,5%              |
| 33        | 6         | «Fiesta en Punta Cana»                 | 5 de març de 2012    | 817 000     | 10,0%             |
| 34        | 7         | «Puro músculo»                         | 12 de març de 2012   | 800 000     | 10,3%             |
| 35        | 8         | «Pagando por niñas»                    | 26 de març de 2012   | 775 000     | 6,7%              |
| 36        | 9         | «Lorca, un año después del terremoto»  | 9 de maig de 2012    | 427 000     | 7,6%              |
| 37        | 10        | «El mayor espectáculo de la velocidad» | 11 de maig de 2012   | 728 000     | 6,9%              |
| 38        | 11        | «Trasplantes»                          | 16 de maig de 2012   | 548 000     | 6,9%              |
| 39        | 12        | «Madre a los 16»                       | 29 de maig de 2012   | 541 000     | 6,6%              |
| 40        | 13        | «Poligoneros»                          | 5 de juny de 2012    | 735 000     | 8,4%              |
| 41        | 14        | «Arantxa Sánchez Vicario»              | 12 de juny de 2012   | 472 000     | 6,2%              |

### Temporada 5
| No. Sèrie | No. Temp. | Títol original                         | Data d'emissió         | Espectadors | Quota d'audiència |
| --------- | --------- | -------------------------------------- | ---------------------- | ----------- | ----------------- |
| 42        | 1         | «Gigolós»                              | 27 de setembre de 2012 | 903 000     | 12,3%             |
| 43        | 2         | «Yoga Rave»                            | 4 d'octubre de 2012    | 454 000     | 6,8%              |
| 44        | 3         | «Trabajar con el peligro»              | 11 d'octubre de 2012   | 650 000     | 8,9%              |
| 45        | 4         | «Imagen extrema»                       | 25 d'octubre de 2012   | 936 000     | 10,9%             |
| 46        | 5         | «Mucho más que un vientre de alquiler» | 1 de novembre de 2012  | 1 136 000   | 11,9%             |
| 47        | 6         | «Generación perdida»                   | 8 de novembre de 2012  | 465 000     | 8,6%              |
| 48        | 7         | «Víctimas de la burbuja inmobiliaria»  | 29 de novembre de 2012 | 967 000     | 9,1%              |
| 49        | 8         | «Melendi»                              | 23 de gener de 2013    | 697 000     | 8,8%              |
| 50        | 9         | «Fenómenos paranormales»               | 30 de gener de 2013    | 378 000     | 5,2%              |
| 51        | 10        | «Detectives»                           | 6 de febrer de 2013    | 536 000     | 7,2%              |
| 52        | 11        | «Benidorm»                             | 21 de febrer de 2013   | 506 000     | 8,3%              |
| 53        | 12        | «Vida en un burdel»                    | 14 de març de 2013     | 524 000     | 7,5%              |
| 54        | 13        | «Melilla, vida en la frontera»         | 21 de març de 2013     | 426 000     | 5,7%              |
| 55        | 14        | «Sólo pido un techo»                   | 11 d'abril de 2013     | 423 000     | 5,2%              |
| 56        | 15        | «Vigilantes y porteros»                | 25 d'abril de 2013     | 758 000     | 4,4%              |

### Temporada 6
| No. Sèrie | No. Temp. | Títol original                  | Data d'emissió         | Espectadors | Quota d'audiència |
| --------- | --------- | ------------------------------- | ---------------------- | ----------- | ----------------- |
| 57        | 1         | «Negocios, caviar y playa»      | 10 de desembre de 2013 | 533 000     | 7,8%              |
| 58        | 2         | «Enganchados al sexo»           | 17 de desembre de 2013 | 687 000     | 9,5%              |
| 59        | 3         | «De buena familia»              | 7 de gener de 2014     | 459 000     | 5,8%              |
| 60        | 4         | «Londres, segunda oportunidad»  | 14 de gener de 2014    | 522 000     | 7,4%              |
| 61        | 5         | «Tráfico de niños»              | 21 de gener de 2014    | 575 000     | 9,0%              |
| 62        | 6         | «Guardia Civil»                 | 28 de gener de 2014    | 768 000     | 11,8%             |
| 63        | 7         | «Investiga como puedas»         | 4 de febrer de 2014    | 397 000     | 6,6%              |
| 64        | 8         | «Quinquis»                      | 18 de febrer de 2014   | 969 000     | 7,7%              |
| 65        | 9         | «Víctimas de la Administración» | 25 de febrer de 2014   | 944 000     | 7,7%              |
| 66        | 10        | «Más allá de mi límite»         | 4 de març de 2014      | 517 000     | 4,1%              |
| 67        | 11        | «Abrirse camino en China»       | 11 de març de 2014     | 763 000     | 7,1%              |
| 68        | 12        | «Las caras de la justicia»      | 18 de març de 2014     | 598 000     | 8,1%              |
| 69        | 13        | «Seductores»                    | 4 d'abril de 2014      | 449 000     | 2,5%              |

### Temporada 7
| No. Serie | No. Temp. | Títol original                    | Data d'emissió       | Espectadors | Quota d'audiència |
| --------- | --------- | --------------------------------- | -------------------- | ----------- | ----------------- |
| 70        | 1         | «Bebés reborn»                    | 30 de gener de 2015  | 1 644 000   | 8,7%              |
| 71        | 2         | «Entre dos sexos»                 | 6 de febrer de 2015  | 1 509 000   | 7,8%              |
| 72        | 3         | «Anorexia masculina»              | 13 de febrer de 2015 | 1 235 000   | 6,6%              |
| 73        | 4         | «Hepatitis C, la bolsa o la vida» | 20 de febrer de 2015 | 654 000     | 3,5%              |

### Temporada 8
| No. Serie | No. Temp. | Títol original           | Data d'emissió      | Espectadors | Quota d'audiència |
| --------- | --------- | ------------------------ | ------------------- | ----------- | ----------------- |
| 74        | 1         | «Baby adults»            | 16 de gener de 2016 | 1 091 000   | 6,4%              |
| 75        | 2         | «Tráfico de futbolistas» | 23 de gener de 2016 | 945 000     | 5,8%              |
| 76        | 3         | «Bodas de lujo»          | 30 de gener de 2016 | 1 117 000   | 6,9%              |
| 77        | 4         | «Madera de líder»        | 5 de febrer de 2016 | 536 000     | 3,1%              |